# Hartchegan
Hartchegan (en persan : هرچگان Harčegân) est une localité de la préfecture de Shahrekord, dans la province de Tchaharmahal-et-Bakhtiari en Iran.